# Emmanuel-Jean-François Verrolles
Emmanuel-Jean-François Verrolles MEP (* 12. April 1805 in Cucuron, Frankreich; † 29. April 1878) war ein französischer Bischof der Pariser Mission in China.

## Leben
Am 31. Mai 1828 empfing Verrolles die Priesterweihe und war danach zwei Jahre lang im pastoralen Dienst des Bistums Bayeux tätig. 1830 legte er seine Profess bei den Pariser Missionaren ab und reiste am 30. November 1830 als Missionar nach China ab.
Am 11. Dezember 1838 ernannte Papst Gregor XVI. ihn zum Titularbischof von Columbica und Apostolischen Vikar des Apostolischen Vikariats Liaoning. Er war der erste Vikar des aus Teilen des Erzbistums Peking gebildeten Vikariats. Am 8. November 1840 spendete ihm Joachin Salvetti OFMObs, der Apostolische Vikar von Shanxi, unter Assistenz von Alfonso-Maria di Donato OFMObs, Apostolischer Vikar von Scen-Si, die Bischofsweihe. Er nahm am Ersten Vatikanischen Konzil vom 8. Dezember 1869 bis 20. Oktober 1870 als Konzilsvater teil.